# Heinz Wölfl
Heinz Wölfl (* 9. März 1953 in Bodenmais; † 16. August 2011 am Bretterschachten bei Bodenmais) war ein deutscher Verwaltungsjurist und Kommunalpolitiker (CSU).

## Leben
Wölfl besuchte von 1959 bis 1963 die Volksschule und wechselte dann auf das Gymnasium Zwiesel, wo er 1972 das Abitur ablegte. 1977 graduierte er in Rechtswissenschaft an der Universität Regensburg und war im Anschluss als Rechtsreferendar bei verschiedenen Behörden tätig. 1980 trat er bei der Regierung von Niederbayern in den Verwaltungsdienst. Von November 1980 an war er Regierungsrat am Landratsamt Regen.
Am 4. Juli 1983 trat er das Amt des Bürgermeisters der Stadt Regen an. Er hatte maßgeblichen Anteil an der Einrichtung des Niederbayerischen Landwirtschaftsmuseums.
Vom 1. November 1994 bis zu seinem Tod war er Landrat des Landkreises Regen und wurde 2002 und 2008 ohne Gegenkandidaten wiedergewählt.
Er war verheiratet und hatte drei Kinder.

### Todesumstände
In der Nacht zum 17. August 2011 kam er bei einem bewusst selbst verschuldeten Verkehrsunfall auf der Staatsstraße zwischen Bodenmais und dem Großen Arbersee ums Leben. Ursache für Wölfls Handeln waren laut Presseberichten hohe Schulden, die vermutlich auf eine Spielsucht zurückzuführen waren. Wölfl war in der Region sehr beliebt, in der Regionalzeitung wurden 81 Nachrufe auf ihn gedruckt.
Zwei Wochen nach Wölfls Tod nahm die Deggendorfer Staatsanwaltschaft in Zusammenarbeit mit der Kriminalpolizei Landshut Vorermittlungen wegen anonymer Korruptionsvorwürfe auf. Bis Mai 2013 konnten diese Ermittlungen vollständig abgeschlossen werden. Insgesamt wurden alle Verfahren eingestellt, bei zwei Verfahren gegen Zahlung einer Geldauflage an eine gemeinnützige Einrichtung.
Beim Amtsgericht Deggendorf wurde ein Nachlassinsolvenzverfahren durchgeführt.

## Auszeichnungen
- Verdienstkreuz am Bande der Bundesrepublik Deutschland (2005)
- Kommunale Verdienstmedaille in Silber (2007)